# Zografou
Zografou (Grieks: Ζωγράφου) is een gemeente (dimos) en een voorstad van Athene in de Griekse bestuurlijke regio (periferia) Attica.